# 파올로 달 포초 토스카넬리

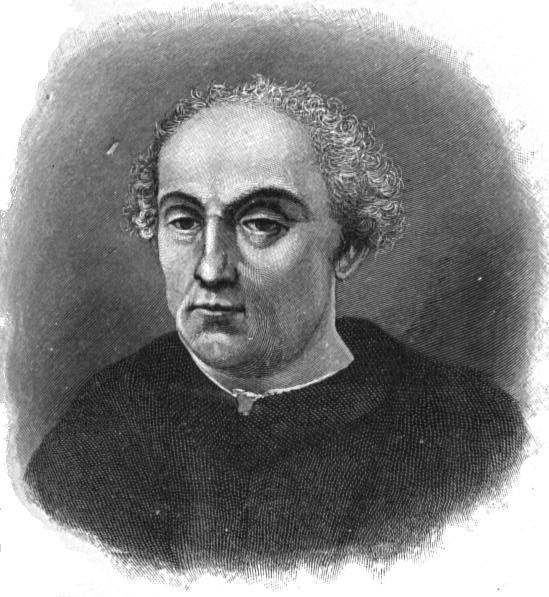
파올로 달 포초 토스카넬리

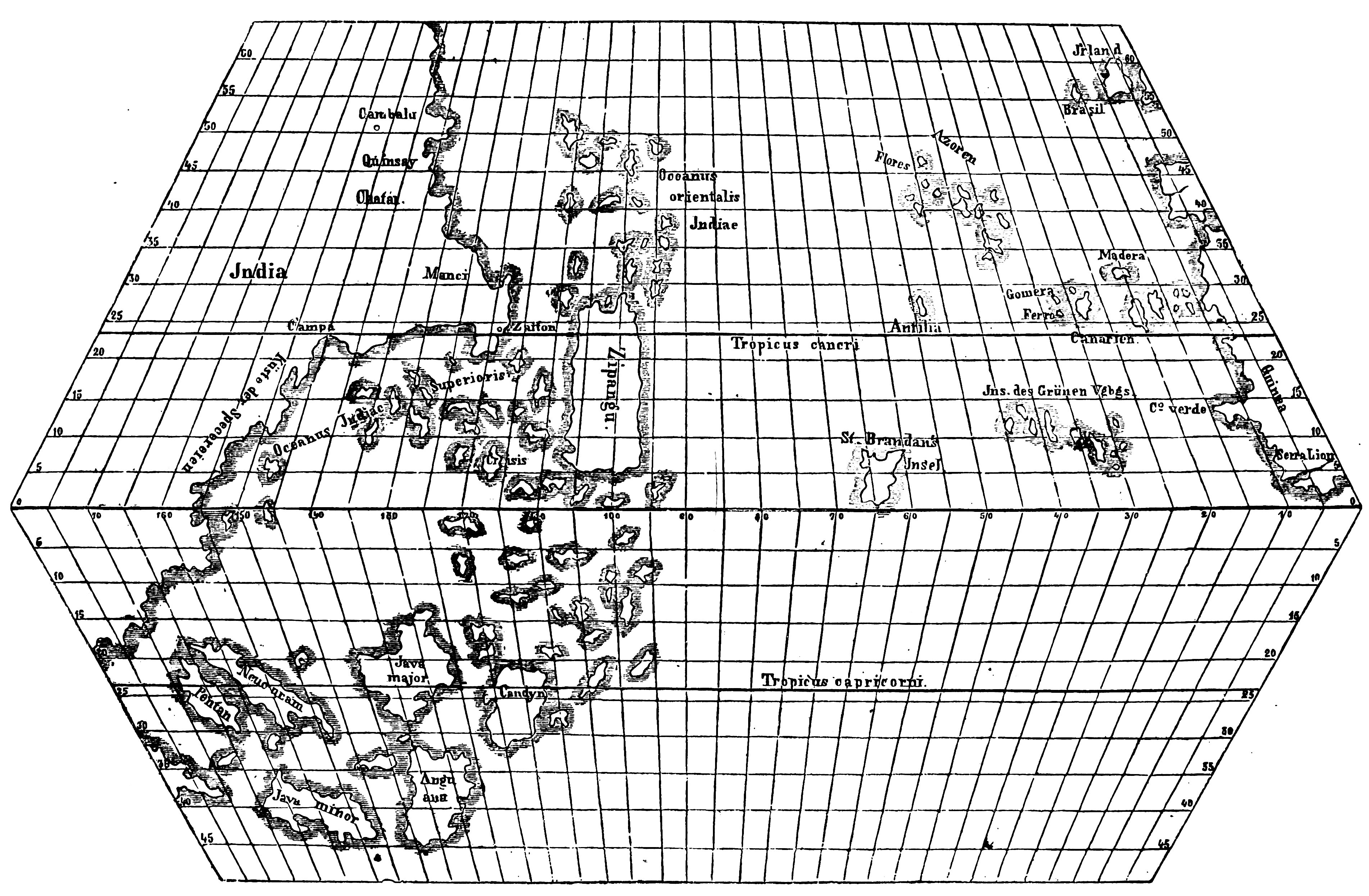
토스카렐리의 지도. 원본은 유실되어 존재하지 않으며 1894년에 독일의 헤르만 바그너가 고증을 통해 복원한 지도이다.

파올로 달 포초 토스카넬리(Paolo dal Pozzo Toscanelli, 1397년 ~ 1482년 5월 10일)는 이탈리아 수학자, 천문학자, 천지학자이다.
토스카넬리는 의사인 도메니코 토스카넬리의 아들로 피렌체에서 태어났다. 파도바 대학교에서 수학을 배운 뒤, 1424년 의학 박사 학위를 받았다.
토스카넬리는 혜성에 대한 관찰과 그 궤도의 계산에 공을 들인 것으로 알려져 있다. 그 중 하나는 1456년의 핼리 혜성이다.
토스카넬리는 포르투갈의 리스본 궁정에 지도와 서한을 보내, 향료 제도를 향해 서쪽으로 항해하는 계획안을 기술했다. 이 서한과 지도의 사본은 크리스토퍼 콜럼버스에게 보내져 콜럼버스의 첫 번째 신세계 항해 때 함께 가져갔다. 토스카넬리는 지구의 크기를 잘못 계산하여 결과적으로 콜럼버스는 자신이 신세계를 발견한 것을 알지 못하게 되었다.

## 같이 보기
- 크리스토퍼 콜럼버스